# Jill Biden
Jill Tracy Jacobs Biden (họ gốc Jacobs, từng mang họ Stevenson; sinh ngày 3 tháng 6 năm 1951) là một nhà giáo dục Mỹ, tân Đệ Nhất Phu nhân Hoa Kỳ, và từng giữ vị trí Đệ Nhị Phu nhân Hoa Kỳ từ năm 2009 đến năm 2017. Bà là vợ của Tổng thống Hoa Kỳ Joe Biden.
Jill Biden sinh ra ở Hammonton, New Jersey, và lớn lên ở Willow Grove, Pennsylvania. Bà kết hôn với Joe Biden vào năm 1977 và trở thành mẹ kế của hai người con trai từ cuộc hôn nhân trước của ông là Beau và Hunter (mẹ và em gái của hai người đã qua đời trong một vụ tai nạn xe hơi vào năm 1972). Joe và Jill Biden có với nhau một người con gái tên là Ashley sinh năm 1981.
Biden tốt nghiệp bằng cử nhân của Đại học Delaware, bằng thạc sĩ của Đại học West Chester và Đại học Villanova, cũng như bằng tiến sĩ của Đại học Delaware. Bà từng dạy môn tiếng Anh và đọc ở trường cấp ba trong 13 năm, cũng như dạy trẻ em khuyết tật về cảm xúc tại một bệnh viện tâm lý. Từ năm 1993 đến năm 2008, bà dạy môn tiếng Anh và hướng dẫn viết tại trường Cao đẳng Kỹ thuật Cộng đồng Delaware. Từ năm 2009, bà là giáo sư môn tiếng Anh tại trường Cao đẳng Cộng đồng Northern Virginia và được xem là Đệ Nhị phu Phân đầu tiên có việc làm khi chồng mình đang là Phó Tổng thống. Bà đã sáng lập tổ chức phi lợi nhuận Biden Breast Health Initiative, đồng sáng lập chương trình Book Buddies, đồng sáng lập Biden Foundation, hoạt động trong Delaware Boots on the Ground, cũng như đồng sáng lập Joining Forces cùng với Michelle Obama.

## Thiếu thời
Jill Tracy Jacobs sinh ra vào ngày 3 tháng 6 năm 1951 ở Hammonton, New Jersey. Bà và bốn em gái dành phần lớn tuổi thơ ở Willow Grove, Pennsylvania. Bố của họ, Donald Carl Jacobs (1927–1999), là một giao dịch viên ngân hàng và sau này trở thành quản lý của một hiệp hội tiết kiệm và cho vay tại khu vực Chestnut Hill ở Philadelphia. Gia đình bà từng mang họ Giacoppa trước khi ông nội người Ý của bà đổi nó thành Jacobs. Mẹ bà tên là Bonny Jean (Godfrey; hoặc Boardman theo một số nguồn khác) Jacobs (1930–2008), làm nội trợ và là người gốc Anh và Scotland.
Lớn lên ở vùng đô thị của Philadelphia, bà nói giọng Philadelphia và luôn ủng hộ các đội tuyển thể thao của Philadelphia. Gia đình bà không theo đạo, nhưng năm lớp 9, Jacobs tự tham gia các lớp học để gia nhập Giáo hội Trưởng lão. Jacobs luôn muốn xây dựng sự nghiệp của riêng mình. Bà bắt đầu có việc làm từ năm 15 tuổi, trong đó có việc bồi bàn ở Jersey Shore. Bà theo học trường cấp ba Upper Moreland và cảm thấy yêu thích môn tiếng Anh. Bà tốt nghiệp năm 1969.

## Giáo dục, sự nghiệp và gia đình
Jacobs theo học trường Cao đẳng Cộng đồng Brandywine ở Pennsylvania được một học kỳ. Bà dự định học ngành quản lý và kinh doanh thời trang, nhưng không cảm thấy sự yêu thích với ngành này. Bà kết hôn với Bill Stevenson, một cựu cầu thủ bóng bầu dục, vào tháng 2 năm 1970; và đổi tên theo họ chồng thành Jill Stevenson. Vài năm sau, ông mở quán bar Stone Balloon ở Newark, Delaware, gần Đại học Delaware. Nơi này trở thành một trong những quán bar dành cho trường đại học thành công nhất trong nước; các nghệ sĩ từng biểu diễn tại đây bao gồm Bruce Springsteen (trước khi ông nổi tiếng với Born to Run), Chubby Checker và Tiny Tim.
Bà chuyển sang học tại Đại học Delaware, chuyên ngành tiếng Anh. Sau đó bà nghỉ học một năm và làm người mẫu cho một công ty địa phương ở Wilmington. Bà và Stevenson dần trở nên xa cách, và cuối cùng ly thân vào năm 1974.
Bà gặp Thượng Nghị sĩ Joe Biden vào tháng 3 năm 1975 trong một cuộc hẹn hò giấu mặt do anh của Joe, Frank, sắp xếp, mặc dù trước đó Biden đã nhìn thấy bà trong ảnh quảng cáo. Mặc dù kém ông 9 tuổi, bà cảm thấy ấn tượng với ngoại hình và phong thái trang trọng của ông so với những chàng trai khác mà bà đã gặp ở trường đại học, và sau buổi hẹn bà đã nói với mẹ mình rằng cuối cùng bà đã gặp được một "quý ông." Trong lúc đó, bà đang gặp khó khăn trong việc ly hôn với Stevenson; và cuối cùng không giành được một nửa quán bar Stone Balloon như bà muốn.  Hai người chính thức ly hôn vào tháng 5 năm 1975.

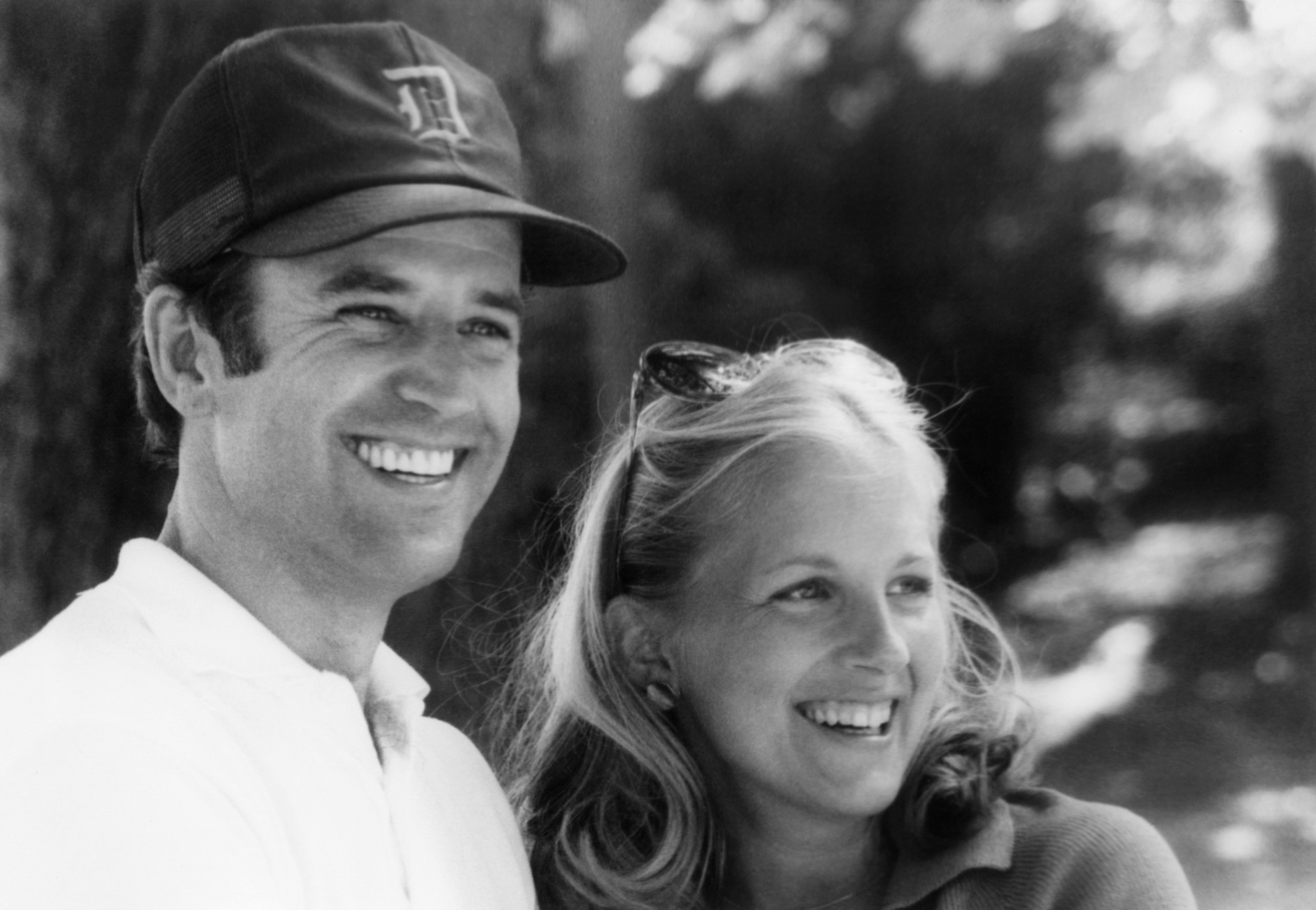
Joe và Jill sau khi gặp nhau lần đầu trong thập niên 1970

Bà tốt nghiệp bằng Cử nhân Nghệ thuật trường Đại học Delaware vào năm 1975 (hoặc năm 1974 theo một số nguồn khác). Bà bắt đầu sự nghiệp với công việc giáo viên dạy thay trong hệ thống trường Wilmington, rồi sau đó dạy toàn thời gian môn tiếng Anh tại trường cấp ba Thánh Mark ở Wilmington. Trong khoảng thời gian này bà dành 5 tháng để làm việc tại văn phòng Thượng viện của Biden.
Hôn lễ của Bà và Joe Biden được một linh mục Công giáo La Mã cử hành vào ngày 17 tháng 6 năm 1977 tại nhà nguyện của Liên Hợp Quốc ở thành phố New York, 4 năm rưỡi sau khi vợ trước và con gái sơ sinh của ông qua đời trong một vụ tai nạn xe cộ. Joe đã cầu hôn nhiều lần trước khi được bà đồng ý, vì bà không muốn thu hút sự chú ý của công chúng, muốn tập trung vào sự nghiệp của bản thân, và lưỡng lự trước việc đảm nhận trách nhiệm nuôi nấng hai con trai nhỏ đã sống sót sau vụ tai nạn của ông. Bà đã nuôi nấng Beau và Hunter và được hai người gọi là mẹ, nhưng bà không chính thức nhận nuôi hai người.
Bà tiếp tục công việc giáo viên, đồng thời học thạc sĩ tại trường Đại học West Chester. Bà tốt nghiệp bằng Thạc sĩ Giáo dục khi đang mang thai vào năm 1981. Con gái của bà và Joe Biden, Ashley Blazer, chào đời vào ngày 8 tháng 6 năm 1981, và Jill tạm dừng công việc trong 2 năm để dành thời gian nuôi ba người con.

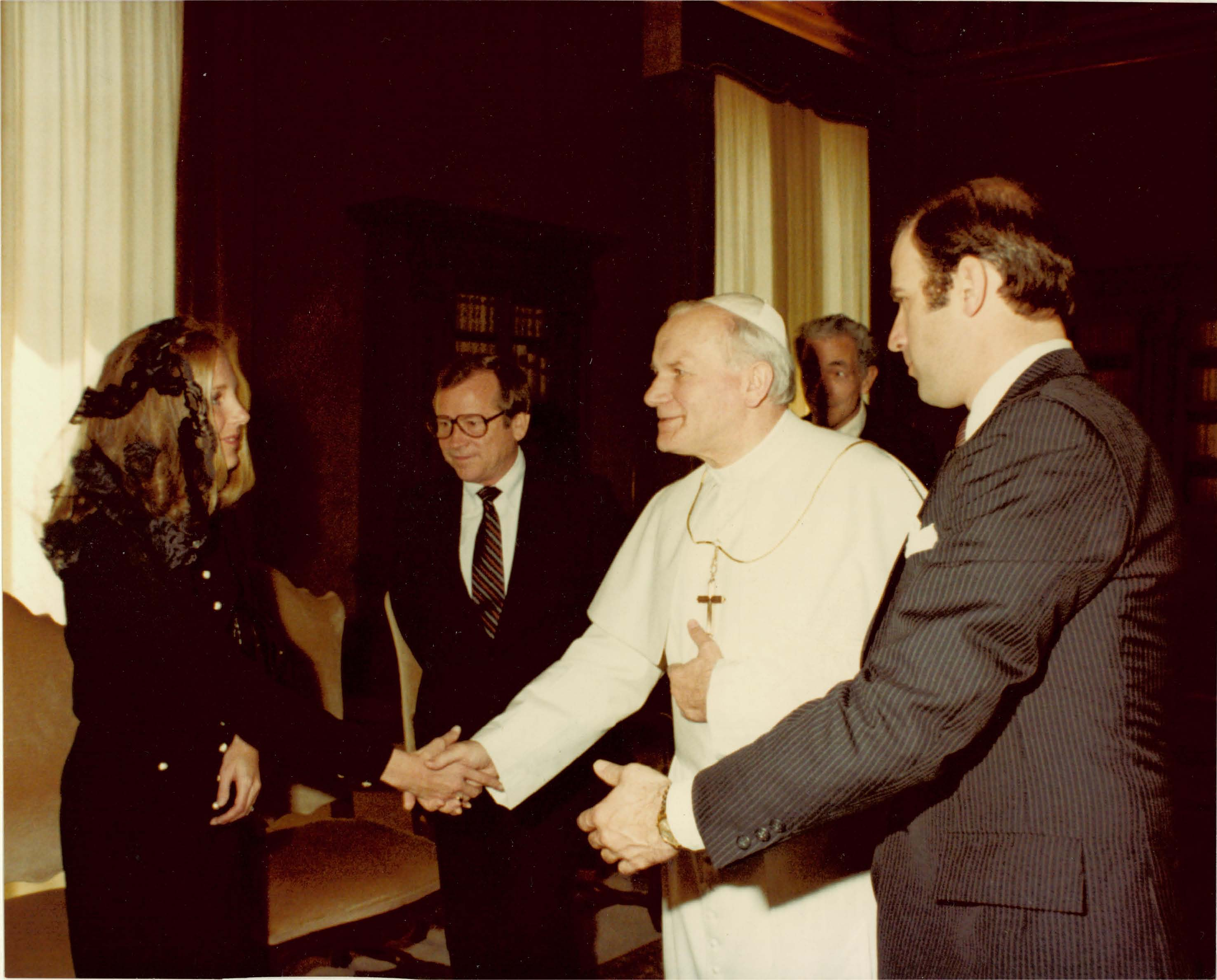
Jill và Joe Biden gặp gỡ Giáo hoàng John Paul II tại Vatican vào tháng 4 năm 1980

Sau đó bà tiếp tục dạy tiếng Anh, hướng dẫn đọc, và dạy lịch sử cho trẻ em bị khuyết tật cảm xúc. Trong thập niên 1980, Bà tham gia dạy học trong một chương trình thanh thiếu niên tại bệnh viện tâm lý Rockford Center trong 5 năm. Năm 1987, Biden tốt nghiệp bằng Thạc sĩ khoa học xã hội chuyên ngành tiếng Anh tại trường Đại học Villanova. Khi Joe Biden tranh cử Tổng thống năm 1988, bà cho biết vẫn sẽ tiếp tục dạy học cho trẻ em khuyết tật cảm xúc kể cả nếu bà trở thành Đệ Nhất Phu nhân. Bà đã dành tổng cộng 13 năm để giảng dạy tại các trường công, bao gồm 3 năm tại trường cấp ba Claymont.
Từ năm 1993 đến năm 2008, Biden là giảng viên tại trường Cao đẳng Kỹ thuật Cộng đồng Delaware, với trọng tâm là xây dựng sự tự tin ở các sinh viên. Về việc giảng dạy tại một trường cao đẳng cộng đồng, bà cho biết, "Tôi cảm thấy mình có thể tạo ra sự thay đổi lớn lao hơn trong cuộc sống của các em. Tôi rất yêu quý những sinh viên này. Tôi quý trọng những người phụ nữ quay lại trường học để lấy bằng bởi họ rất kiên định."
Năm 1993, Biden là chủ tịch Biden Breast Health Initiative, một tổ chức phi lợi nhuận cung cấp các chương trình giáo dục sức khỏe về vú miễn phí cho các trường học ở bang Delaware. Trong 15 năm tiếp theo, tổ chức đã giáo dục cho hơn 7.000 nữ học sinh cấp ba về sức khỏe vú. Năm 2007, Biden đồng sáng lập Book Buddies, một chương trình cung cấp sách cho trẻ em từ các gia đình có thu nhập thấp,. Bà cũng hoạt động trong Delaware Boots on the Ground, một tổ chức hỗ trợ gia đình của các quân nhân. Bà chạy 5 dặm 5 lần một tuần, và từng tham gia Marine Corps Marathon.
Sau đó Biden quay lại học tập để lấy bằng Tiến sĩ với tên khai sinh của mình là Jill Jacobs. Tháng 1 năm 2007, ở tuổi 55, bà tốt nghiệp bằng Tiến sĩ Giáo dục (Ed.D.) chuyên ngành lãnh đạo giáo dục tại trường Đại học Delaware. Luận án của bà với chủ đề Giữ sinh viên ở lại trường cao đẳng cộng đồng: Đáp ứng nhu cầu của sinh viên đã được xuất bản với bút danh Jill Jacobs-Biden.

## Đệ Nhị Phu nhân Hoa Kỳ (2009-2017)

### Nhiệm kỳ thứ nhất (2009-2013)

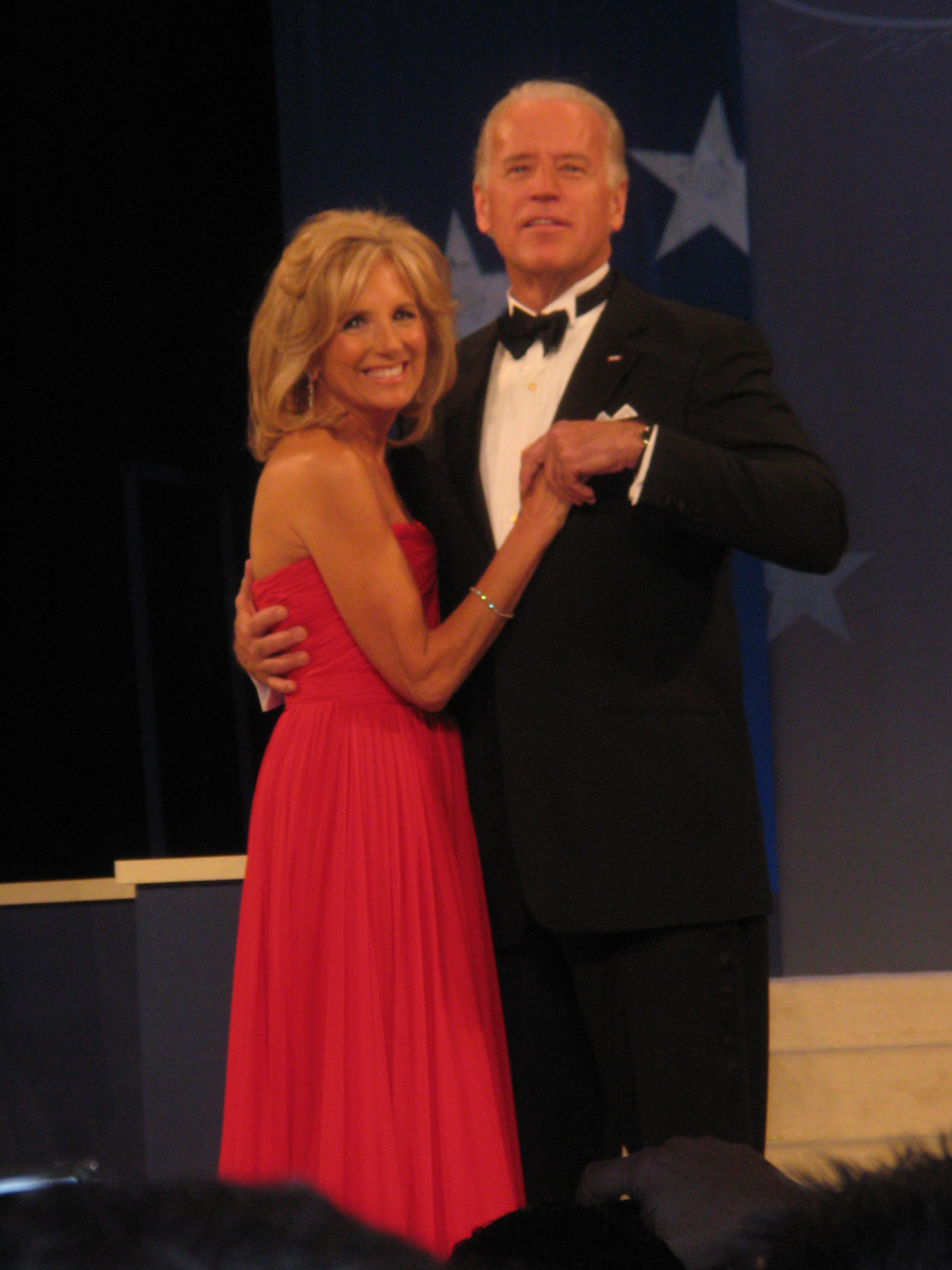
Jill và Joe Biden khiêu vũ tại một bữa tiệc nhậm chức của Tổng thống Obama vào ngày 20 tháng 1 năm 2009

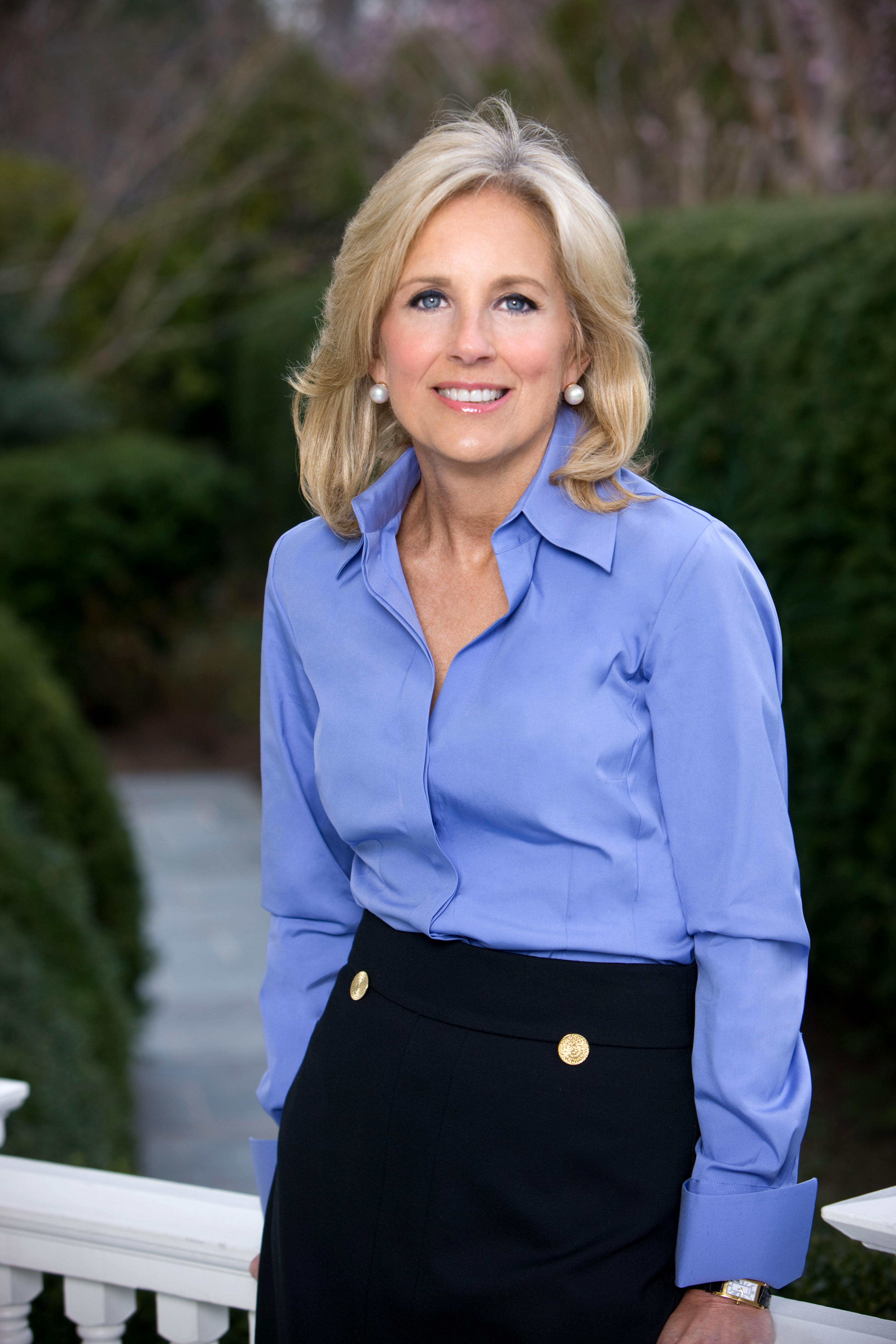
Chân dung chính thức, tháng 3 năm 2009

Ngay cả khi đã chuyển đến Đài Quan sát Một (nơi ở chính thức của Phó Tổng thống tại Washington) với tư cách là Đệ Nhị Phu nhân Hoa Kỳ, Biden vẫn dự định tiếp tục dạy học tại một trường cao đẳng cộng đồng ở khu vực Washington. Tháng 1 năm 2009, bà bắt đầu dạy hai khóa tiếng Anh với tư cách giáo sư kiêm nhiệm tại trường Cao đẳng Cộng đồng Northern Virginia (NOVA), trường cao đẳng cộng đồng lớn thứ hai cả nước. Việc Đệ Nhị Phu nhân có việc làm khi chồng mình đang là Phó Tổng thống là khá hiếm, và Biden được tin là đã trở thành Đệ Nhị Phu nhân đầu tiên có việc làm được trả lương khi chồng mình đang là Phó Tổng thống. Theo ý của bà, các thông báo của Nhà Trắng gọi bà với danh xưng "Tiến sĩ Jill Biden."
Catherine Russell, cựu cố vấn của Ủy ban Đối ngoại Thượng viện, được bổ nhiệm làm Chánh văn phòng Đệ Nhị Phu nhân của Biden. Courtney O’Donnell, cựu phát ngôn viên của Howard Dean và Elizabeth Edwards, được bổ nhiệm làm người phát ngôn của bà và Kirsten White, một luật sư của Morgan, Lewis & Bockius, được bổ nhiệm làm cố vấn chính sách. Trên cương vị Đệ Nhị Phu nhân, Biden có tổng cộng 8 nhân viên và làm việc trong một văn phòng tại tòa nhà Eisenhower Executive Office Building.
Tháng 5 năm 2009, Obama thông báo Biden sẽ chịu trách nhiệm cho một chiến dịch có mục đích tăng nhận thức về tầm quan trọng của các trường cao đẳng cộng đồng.
Biden tiếp tục dạy hai lớp tiếng Anh và viết tại NOVA trong mùa thu năm 2009. Tháng 1 năm 2010, bà phát biểu tại lễ trao bằng mùa đông của Đại học Delaware; đây là lần đầu tiên bà phát biểu tại một trường Đại học lớn. Tháng 8 năm 2010, Biden xuất hiện trong một tập của chương trình truyền hình Army Wives trên kênh Lifetime nhằm tăng nhận thức về gia đình của các quân nhân.
Tháng 4 năm 2011, bà và Michelle Obama phát động một chiến dịch toàn quốc với tên gọi Joining Forces để tăng nhận thức về các nhu cầu của gia đình các quân nhân Hoa Kỳ. Tháng 9 năm 2011, Biden hỗ trợ chiến dịch FWD của USAID với mục đích tăng nhận thức về tình trạng đói kém, chiến tranh và hạn hán đang ảnh hưởng đến hơn 13 triệu người ở khu vực Sừng châu Phi.
Bà tiếp tục giảng dạy tại NOVA, và đến năm 2011 đã giữ cương vị phó giáo sư. Bà dạy ba khóa học tiếng Anh và bố cục viết hai ngày một tuần. Bà đã cố gắng khiến sự hiện diện của mình ở đây bình thường nhất có thể, bằng cách dùng chung không gian làm việc với một giáo viên khác, gặp gỡ sinh viên trong giờ hành chính, và yêu cầu các mật vụ đi theo mình mặc trang phục ít nổi bật nhất có thể. Các sinh viên của bà thường không biết chính xác bà là ai, và gọi bà một cách đơn giản là "Tiến sĩ B." Bà đã nói với một đồng nghiệp rằng "Khi được sinh viên hỏi tôi có phải vợ của Phó Tổng thống không, tôi thường trả lời tôi là một người thân của ông ấy." Theo các nhân viên của Nhà Trắng, Biden luôn mang theo bài tập của sinh viên theo mình trong các chuyến công tác, và khi nhớ lại những chuyến công tác của mình cùng với Biden, Michelle Obama cho biết, "Jill lúc nào cũng đang chấm bài."
Sau khi xem các e-mail của Biden khi bà là Đệ Nhị Phu nhân, New York Times kết luận rằng "bà đã chia sẻ các đặc quyền của Nhà Trắng với đồng nghiệp của mình, chẳng hạn như sắp xếp vé tham dự các sự kiện tại Nhà Trắng. Nhưng có vẻ bà không lạm dụng chức quyền; khi cần nghỉ dạy – để tham dự một sự kiện cùng với nhà Obama hay để đi công du nước ngoài cùng chồng – bà sẽ xin sự đồng ý của trường."
Tháng 2 năm 2012, bà cùng Bộ trưởng Lao động Hilda Solis tổ chức một tour xe buýt với tên gọi "Community College to Career" nhằm thúc đẩy sự hợp tác giữa các trường cao đẳng cộng đồng với các doanh nghiệp địa phương.
Cuộc sống cùng chồng mình của bà tại Đài Quan sát Một khá thân mật và tập trung vào gia đình cũng như những người cháu sống gần đó của hai người. Tháng 6 năm 2012, bà xuất bản một cuốn sách thiếu nhi có tựa đề Don't Forget, God Bless Our Troops có nội dung dụa trên con trai kế của mình Beau. Cùng tháng đó, con gái ruột Ashley của Biden, một người làm công tác xã hội và nhân viên tại Delaware Department of Services for Children, Youth, and Their Families, kết hôn.

### Chiến dịch tranh cử Tổng thống năm 2012
Trong cuộc bầu cử Tổng thống Hoa Kỳ năm 2012, khi chồng bà tái tranh cử Phó Tổng thổng, Biden đóng vai trò khá nhỏ. Bà đã không giảm giờ dạy và ít khi xuất hiện trong chiến dịch tranh cử. Điều này cho thấy bà vẫn không thích tham gia vào chính trị và phát biểu trước công chúng, mặc dù chiến dịch của Obama coi vai trò của bà là quan trọng trong việc kết nối với gia đình các quân nhân, giáo viên và phụ nữ.

### Nhiệm kỳ thứ hai (2013-2017)

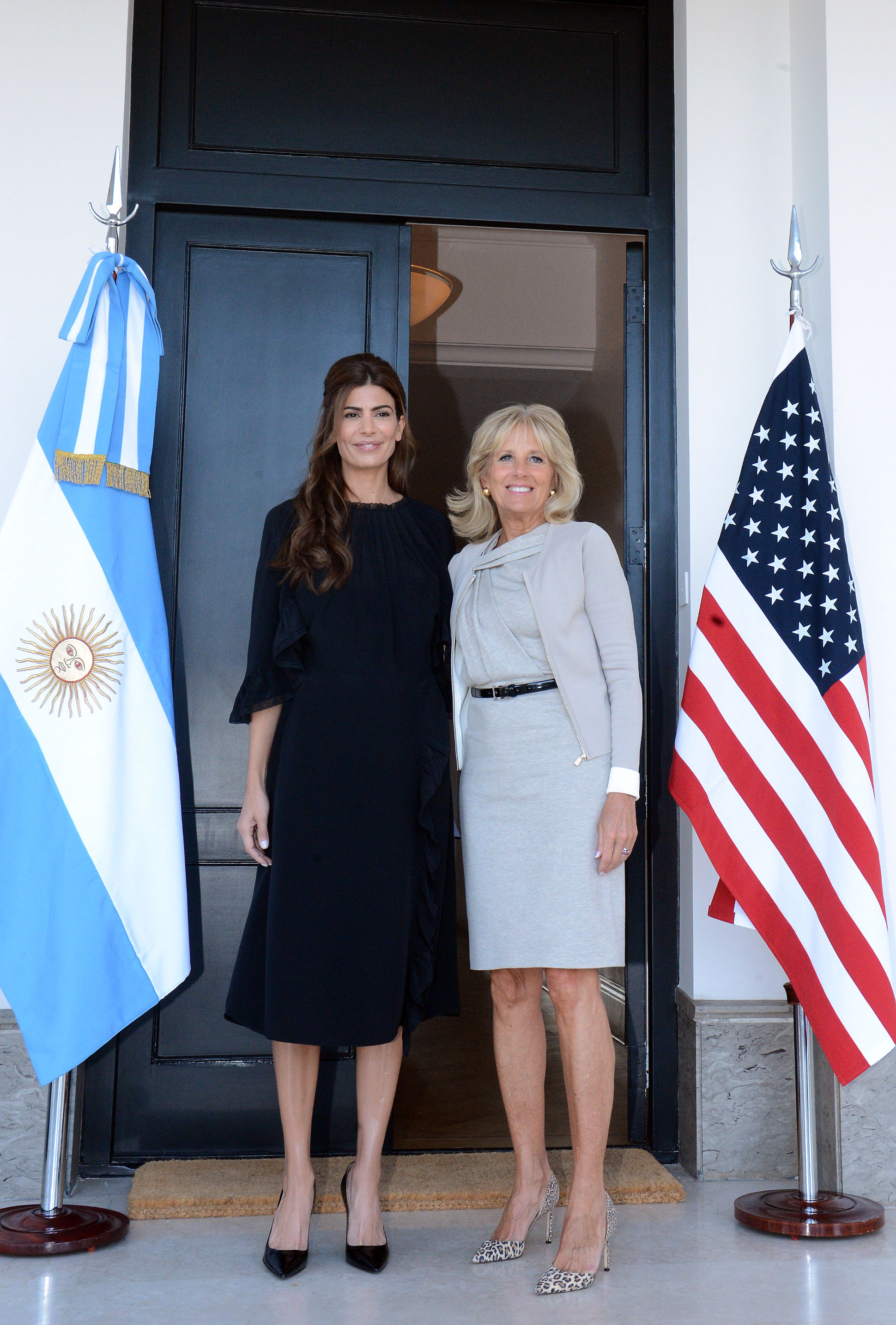
Biden cùng Đệ Nhất Phu nhân Argentina Juliana Awada trong chuyến thăm Buenos Aires, tháng 6 năm 2016.

Sau khi Obama và chồng bà tái đắc cử vào ngày 6 tháng 11 năm 2012, Biden tiếp tục giữ cương vị Đệ Nhị Phu nhân. Trong nhiệm kỳ thứ hai, Biden tiếp tục các hoạt động hỗ trợ quân nhân, bao gồm việc tổ chức các chuyến thăm đến cơ sở phục hồi chức năng cho các liệt sĩ Center for the Intrepid, và tham dự đại hội thể thao Invictus Games tại Luân Đôn. Trong cuộc bầu cử Quốc hội giữa nhiệm kỳ năm 2014, bà đã vận động tranh cử cho một số ứng cử viên của đảng Dân chủ, trong đó có Mark Udall ở Colorado và Michelle Nunn ở Georgia.
Tháng 5 năm 2015, con trai kế của bà Beau Biden qua đời vì ung thư não. Sau này bà cho biết, "Cuộc sống của tôi thay đổi trong một chớp mắt. Trong suốt thời gian Beau chiến đấu với bệnh tật, tôi đã thật sự tin tưởng rằng nó sẽ sống sót, đến tận khi nó nhắm mắt lại, tôi vẫn chưa từng từ bỏ hy vọng." Bà cũng nói cái chết của Beau đã khiến bà đánh mất đức tin của mình và không còn đi lễ nhà thờ, nhưng sau đó bà đã tìm lại được đức tin.
Bà đã ở cạnh chồng mình tại Vườn Hồng vào ngày 21 tháng 10 năm 2015 khi ông tuyên bố sẽ không tranh cử vị trí ứng cử viên Tổng thống đại diện cho đảng Dân chủ trong cuộc bầu cử năm 2016. Theo lời Biden, bà cảm thấy thất vọng với quyết định này của ông vì bà tin rằng ông đủ khả năng cho vị trị này, và "đã có thể trở thành vị tổng thống tuyệt vời nhất."
Biden tiếp tục giảng dạy toàn thời gian tại NOVA với năm lớp học trong học kỳ mùa thu năm 2015. Tháng 3 năm 2016, bà dẫn đầu đoàn đón tiếp phi hành gia người Mỹ Scott Kelly trở lại Trái Đất từ Trạm Vũ trụ Quốc tế.

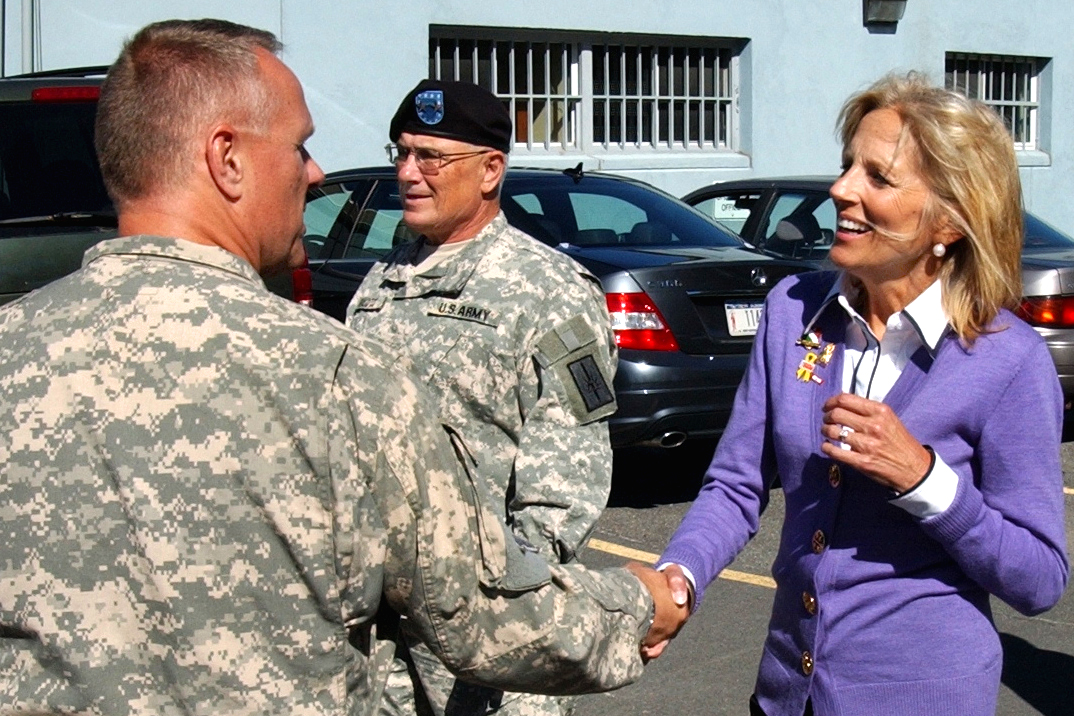
Jill Biden gặp gỡ các binh sĩ của New York Army National Guard vào năm 2009
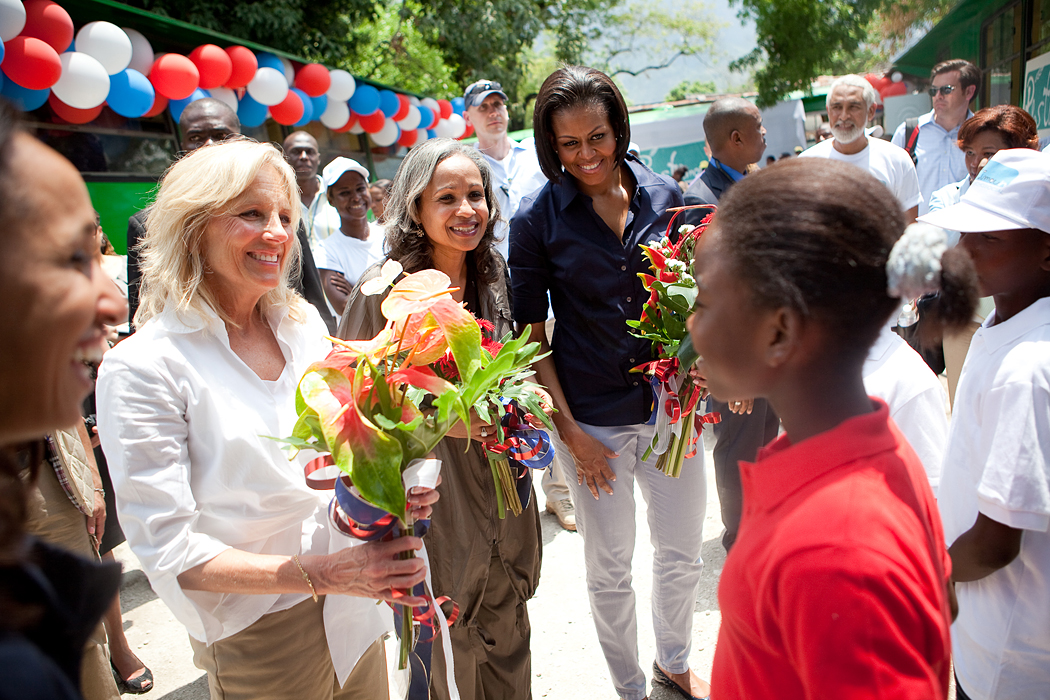
Jill Biden và Michelle Obama bên cạnh Đệ Nhất Phu nhân Haiti Elisabeth Delatour Préval ở Port-au-Prince, ba tháng sau thảm họa động đất Haiti 2010
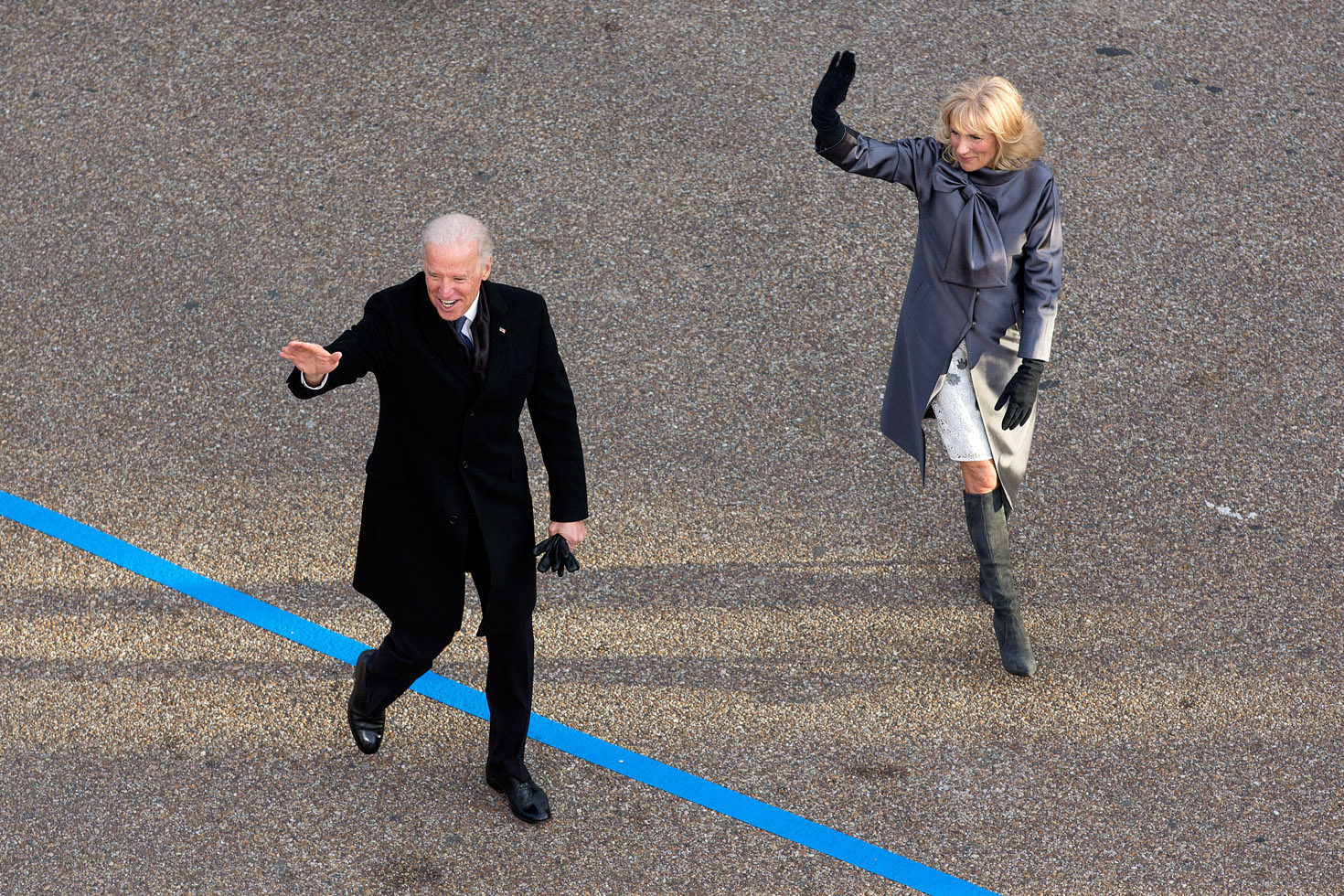
Joe và Jill Biden đi bộ trên đại lộ Pennsylvania ở Washington, D.C. trong cuộc diễu hành nhậm chức vào ngày 21 tháng 1 năm 2013
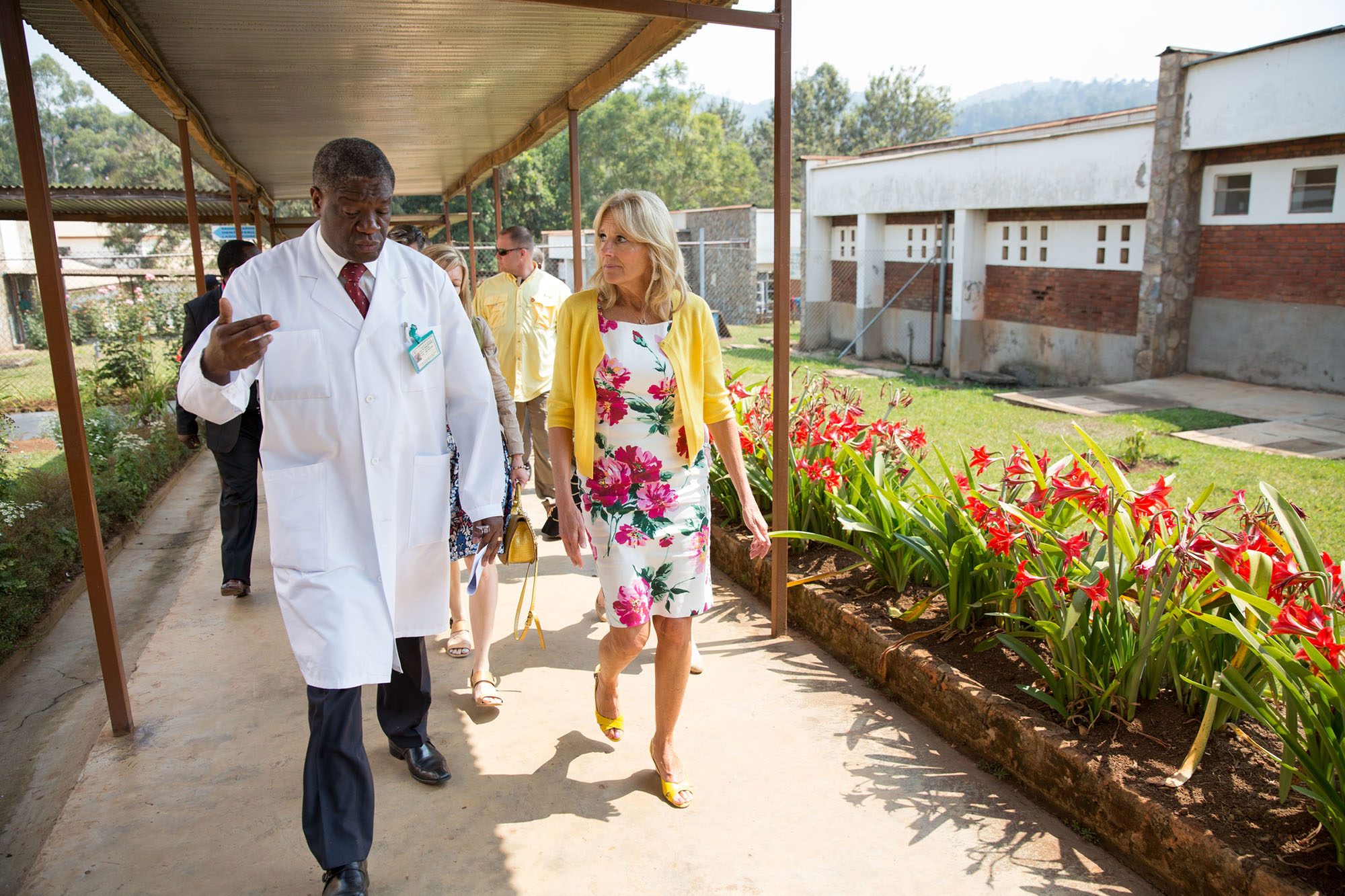
Jill Biden gặp gỡ bác sĩ Congo Denis Mukwege ở Bukavu vào năm 2014

## Chiến dịch tranh cử Tổng thống 2020 - Đệ nhất phu nhân Hoa Kỳ (2021-nay)
Trong cuộc bầu cử năm 2020, Joe Biden đã được xướng tên là người chiến thắng, bà trở thành Đệ nhất phu nhân.
Bà sẽ trở thành đệ nhất phu nhân người Mỹ gốc Ý đầu tiên và là người phụ nữ quyền lực nhất hành tinh có học hàm Tiến sỹ. Bà cũng sẽ là Đệ nhất phu nhân đầu tiên của Hoa Kỳ vẫn tiếp tục theo đuổi sự nghiệp của mình ở bên ngoài Nhà Trắng - với vai trò là Giáo sư tiếng Anh tại một trường cao đẳng ở Thủ đô, như công việc bà đã từng làm trong suốt 8 năm khi còn giữ cương vị là Đệ nhị phu nhân.